# Deguelia
Genre
Deguelia  est un genre de plantes à fleurs dicotylédones de la famille des Fabaceae, sous-famille des Faboideae, originaire d'Amérique centrale  et d'Amérique du Sud, qui comprend une vingtaine d'espèces acceptées.
Ce sont des lianes poussant dans les forêts pluviales tropicales amazoniennes et atlantiques.

## Liste d'espèces
Selon The Plant List (2 décembre 2018) :
- Deguelia alata M. Sousa
- Deguelia amoena (Benth.) Taub.
- Deguelia brachyptera (Baker) Taub.
- Deguelia densiflora (Benth.) A.M.G. Azevedo ex M. Sousa
- Deguelia duckeana A.M.G. Azevedo
- Deguelia elegans (Graham ex Benth. in Miq.) Taub.
- Deguelia glaucifolia A.M.G. Azevedo
- Deguelia hatschbachii A.M.G. Azevedo
- Deguelia heyneana (Benth.) Taub.
- Deguelia longifolia (Benth.) Taub.
- Deguelia macrophylla (Benth.) Taub.
- Deguelia platyptera (Baker) Taub.
- Deguelia rariflora (Benth.) A.M.G.Azevedo
- Deguelia scandens Aubl.
- Deguelia spruceana (Benth.) A.M.G.Azevedo
- Deguelia subavenis (Miq.) Taub.
- Deguelia sumatrana (Miq.) Taub.
- Deguelia utilis (A.C. Sm.) A.M.G. Azevedo